# Летећи Холанђанин (једрење)
Класа летећи Холанђанин је веома брза лака једрилица са 3 једра (главно једро, ђенова једро и спинакер) за две особе. Од 1960. до 1992. такмичење у овој класи је било на програму Олимпијских игара. 
Први примерак једрилице ове класе су 1951. у Холандији израдили Конрад Гилхер и Ус ван Есен. Летећи Холанђанин је отворена класа, што значи да је дозвољено модификовати ову једрилицу, изузев њених основних димензија. Та могућност је узроковала да је ово данас једна од најскупљих једрилица, посебно откад се њени делови израђују од фибергласа. 